# Rafał Ziembiński
Rafał Ziembiński – polski architekt wnętrz, profesor zwyczajny Akademii Sztuk Pięknych im. Jana Matejki w Krakowie, specjalista w zakresie architektury wnętrz.

## Życiorys
Uzyskał tytuł profesora w 2019 roku. Pracownik naukowo- dydaktyczny Akademii Sztuk Pięknych im. Jana Matejki w Krakowie na Wydziale Architektury Wnętrz w Katedrze Projektowania Architektury Wnętrz. Objął także stanowisko profesora w Politechnice Białostockiej w Wydziale Architektury w Katedrze Architektury Wnętrz.
Wcześniej był zatrudniony w Wyższej Szkole Technicznej w Katowicach i w Bielskiej Wyższej Szkole im. Józefa Tyszkiewicza.